# Bei Mir Bistu Shein
"Bei Mir Bistu Shein" é uma canção popular de língua iídiche. Foi composta por Jacob Jacobs e Sholom Secunda em 1932 para a comédia musical I Would If I Could. O título da canção original em iídiche é "Bay Mir Bistu Sheyn".A versão em iídiche original da canção (em Dó menor) é um diálogo entre dois amantes que compartilham os versos da canção.

## Repercussão

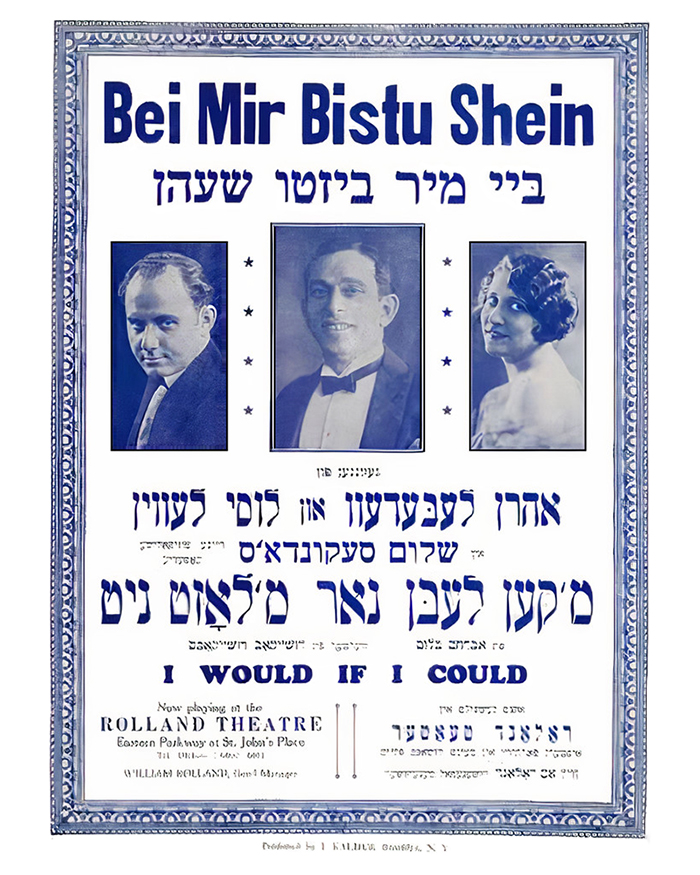
Cartaz original do show, em iídiche. Nova Iorque, 1938

A canção ficou famosa após ser interpretada em inglês, mas mantendo o título iídiche, "Bei Mir Bistu Shein". Em uma regravação alemã, a canção apareceu com o título em alemão "Bei Mir Bist Du Schön".
Em 1937, Sammy Cahn ouviu uma interpretação da canção, cantada em iídiche pelos artistas afro-americanos, Johnnie e George, no Apollo Theater, em Harlem. Cahn pediu ao dono dos direitos da canção para que a vendesse (juntamente com Saul Chaplin), para que ele pudesse reescrever a canção em inglês e com ritmos mais típicos da música swing. Secunda vendeu os direitos da canção por apenas US$ 30 dólares, que mais tarde ele dividiu com Jacobs, sendo assim US$15 dólares para cada um. Cahn então convenceu as The Andrews Sisters, ainda desconhecidas, para que elas gravassem a canção (em 24 de Novembro de 1937). Gravada pelas irmãs Andrews, a canção se tornou um sucesso mundial, sendo o primeiro sucesso delas, ganhando-lhes um disco de ouro nos Estados Unidos. A música é executada por Renata Flores no filme de 1980, The Last Metro e por Janis Siegel no filme Swing Kids em 1993.
Com o tempo, a canção arrecadou cerca de US$ 3 milhões de dólares. Em 1961, os direitos autorais sobre a canção terminou, e a posse voltou a Secunda e Jacobs, que assinou um contrato com Harms, Inc.

## Outras versões
Houve várias versões para a canção na União Soviética. Em 1943, uma canção em língua russa para a música foi produzida com letras satíricas anti-nazistas intitulada como "Baron Von Der Pshik", onde foi cantada por Anatoli Fidrovsky, enquanto que o arranjo musical ficou a cargo de Orest Kandat. Mais tarde, a canção foi incluída no repertório da orquestra jazz de Leonid Utyosov.
Durante o nazismo na Alemanha, a canção fez sucesso entre as origens judaicas, porém a canção foi banida do país.
Há uma versão sueca da canção chamada "Bär ner mig till sjön", que significa "Leve-me até o lago."
A empresa Beverage Company adaptou a canção em uma propaganda de TV em 1976, para divulgar "Shasta" (refrigerante).
Em Novembro de 2011, Ilhama Gasimova lançou um single chamado "Bei Mir Bist Du Sheen", com DJ OGB, em uma versão moderna da canção iídiche.

## Gravações
Além de outras versões normalmente modificadas e traduzidas em outras línguas, a canção também recebeu uma série de novas gravações populares, onde muitas vezes manteve o título da canção, mudando somente o idioma.